# Joseph Strubbe
Joseph Philippe Strubbe (Brugge, 9 september 1846 - 17 december 1919) was een Belgisch volksvertegenwoordiger.

## Levensloop
Strubbe stamde uit een familie van landbouwers en herbergiers gevestigd in gemeenten zoals Snellegem, Aartrijke, Loppem en Ruddervoorde. Zijn vader, Joseph Strubbe (1799-1869), kwam zich in Brugge vestigen als reder-houthandelaar, na getrouwd te zijn met de Ruddervoordse Adelaïde Van Acker (1816-1891).
Joseph Strubbe was handelaar, houtimporteur en reder langs de Langerei. Hij trouwde met Anne Pavot, een telg uit de Brugse familie van tingieters. Ze hadden twaalf kinderen, met onder de zoons onder meer de hoogleraar Egied I. Strubbe.
Hij werd in 1878 verkozen tot gemeenteraadslid van Brugge binnen de recente katholieke meerderheid en bleef dit tot in 1903. Van 1890 tot 1894 was hij provincieraadslid.
In 1895 behoorde hij tot de stichters en beheerders van de Brugse Maatschappij voor Zeevaartinrichtingen. In 1904 was hij medeoprichter van het metaalbedrijf La Brugeoise en werd er voorzitter van de raad van bestuur.
In 1908 werd hij verkozen tot katholiek volksvertegenwoordiger voor het arrondissement Brugge en vervulde dit mandaat tot in 1912.